# Língua yaqui
Yaqui (Yoem Noki), ou Yoeme, é uma língua ameríndia da família Uto-Asteca. É falada por cerca de 15 mil pessoas da tribo Yaqui que vive na região de fronteira entre os estados de Arizona, Estados Unidos e Sonora, México.

## Escrita
Como todas línguas ameríndias,o Yaqui tem sua escrita no alfabeto latino, numa forma desenvolvida por missionários:
- São as 5 vogais convencionais em 2 formas, normal e longa  (dupla);
- Entre as consoantes não existem as letras J, Q, X, Z; são usadas as formas Hw, Ch, Kt e o apóstrofo ('). D, F e G são usadas somente em palavras de origem inglesa e espanhola. Há diferenças de grafia entre o Yaqui do México e dos Estados Unidos. Por exemplo, no México o /h/ é escrito com J.

## Fonologia

### Vogais
As vogais Yaqui são pronunciadas como em espanhol padrão. Ver exemplos em “Português”.
"A" pronunciada como em "cAsa" (IPA) /a/).
"E" pronunciada como em "mEdo" (IPA /e/).
"I" pronunciada como em "fIlho" (IPA /i/).
"O" pronunciada como em "fOgo" (IPA /o/).
"U" pronunciada como em  "Uva" (IPA /u/).
As vogais podem ser curtas e longas em duração. Por vezes, uma vogal longa pode ser reduzida quando a palavra onde ela está é usada de forma construtiva. Ex.: 'maaso' ('cervo') é encurtada para 'maso' em 'maso bwikam' ('canções de cervos'). Vogais longas são representadas duplicando as mesmas (Ex. “aa”). Essas vogais longas. Também podem ter tons diferentes, mas isso não se representa na forma escrita. Alguns estudiosos consideram que o Yaqui é uma língua tonal, mas a forma atual da língua não apresenta muitos casos de tons diversos..

### Consoantes
Os seguintes sons consonantais existem em Yaqui: b, ch, (d), (f), (g), h, k, l, m, n, p, r, s, t, v, w, y. A maioria tem a mesma pronúncia que em ingles, porém "p", "t", "k" são aspirados. Em IPA os sons são  /b t͡ʃ (d) (f) (ɡ) h k l m n p r s t β w j/. Muitos dos falantes Yaqui não diferenciam B e V, pronunciando ambos como /β/, numa visível influência do Espanhol. Há ainda dois conjuntos consonantais: "bw" (IPA /bʷ/) e "kt" (IPA /k͡t/), sendo "bw" um "b" arredondado ('bwikam') e "kt" uma articulação de "k" e "t" ('rohikte'). O som "kt" é encontrado em muitas outras línguas uto-astecas. Pronunciar o "b" arredondado como "b"+"w" e o "kt" como "k"+"t" é aceitável, mas não é nativo na língua..
Os "d", "f",  "g" só existem em palavras oriundas do Inglês e do Espanhol. São por vezes substituídos pelos sons nativos  "t"/"r"/"l", "p", e "w"/"k", respectivamente.
No México, muitos falantes substituem "g" pelo "w" no início de sílaba. Isso se deve ao fato do fonema /w/ não ser presente no espanhol do norte México como um fonema consonantal independente, mas é mais como uma variante do /u/ ou como um adjunto ao /g/ e /k/. O uso do  "g" em lugar de "w" é considerados pelos Yaquis como um”mexicanismo” e não como algo da língua do Yaqui do México.

### Oclusivas glotais
Yaqui também apresenta as oclusivas glotais (IPA /ʔ/), as quais são representadas por um apóstrofo, Também parece haver por vezes uma suave, quase surda, oclusiva glotal usada entre vogais, mas com muito poucos predicados, não se sabendo se é realmente fonêmico.

### Simbolismo fonético
Existe simbolismo fonético em Yaqui. Como exemplo temos a letra “L” que pode ser pronunciada tanto normalmente, mostrando aprovação por parte de quem fala, como com som de “r” em lugar de “l” para indicar desaprovação, rejeição, por parte do falante.

### Redução
A redução de som de um fonema, seu quase desaparecimento, ao fim de uma frase é comum em Yaqui. Isso é bem notável com o som  “m” e  com vogais. O falar Yaqui parece sussurrante para estrangeiros..

### Gestos
Uma palavra Yaqui, laute, tem dois significados opostos: “rapidamente” e “lentamente”. (Algo como em ingles “mercurial,” que pode significar tanto “imediato, expedito (esperto)” ou “desorientado, atônito (lento).”) Desse modo a palavra é acompanhada por um rápido gesto com a mão aberta para indicar o real significado. Laute pode também ser traduzido como “em velocidade (de percepção) diferente do esperado”, requerendo assim um gesto para melhor explicação entre dois opostos.

## Gramática

### Sintaxe
A ordem das palavras nas frases é em geral Sujeito-Objeto-Verbo. O Objeto de uma sentença apresenta o sufixo “-t,” ou, caso a palavra já termina em “t,” com “-a.”

### Caso
Yaqui é uma lingual ligeiramente aglutinativa. Os substantivos e pronomes são muitas vezes declinados de modos não comprrensíveis por estudantes de línguas ocidentais. Por exemplo, a pronome da 1ª pessoa do singular é "in" ou "ne" (varia conforme dialetos) e é mais frequentemente usada na forma "inepo", algo como "dentro de mim". O final "-(e)po" é muito comum e parece indicar mais do que uma simples inclusão física.

### Substantivos
Os plurais são formados pela adição do sufixo "-im", ou "-m" quando o substantive termina em vogal.
- Tekil - emprego
- Tekilim - emprego"s"

Se o plural de um substantivo é objeto de uma frase, não existe o sufixo "-t" ou "-ta".
| Inepo | huuhim | vichnu    |
| Eu    | mulher | olho para |

### Verbos
Em geral, o sufixo "-k" numverbo indica o passado, embora haja muitas exceções. Se o verbo terminar com um ditongo, o sufixo será "-kan".Se terminar em "-i", o final será "-akan". Se o final do verbo for "-o" ou "-u", o sufixo será "-ekan". Se terminar em "-a", "-ikan" será o final, e se o final for "-k", um "-an" é adicionado.
O sufixo "-ne" geralmente indica o futuro.

### Adjetivos
Em Yaqui, os adjetivos muitas vezes funcionam como verbos, o que nas línguas afro-asiáticas é conhecido como verbos estativos. Por exemplo, "vemela" ("novo") é mais usado para significar "é novo". Adjetivos, assim, têm tempos, como os verbos.verbs.

### Reduplicação
A reduplicação (repetição) existe em Yaqui. Como exemplo, a reduplicação da 1ª sílaba indica ação habitual (em verbos):
- eta - fecha
- e'eta – fecha usulamente

Essa reduplicação da 1ª sílaba em adjetivos pluraliza os mesmos.
A reduplicação da 2ª consoante de um verbo indica o oposto, ação rara.

### Parentescos
| Família imediata | Macho | Fêmea  |
| ---------------- | ----- | ------ |
| Mãe              | Ae    | Ae     |
| Pai              | Achai | Hapchi |
| Irmão mais velho | Sai   | Avachi |
| Irmão mais novor | Saila | Wai    |
| Irmã mais velha  | Ako   | Ako    |
| Irmã mais nova   | Wai   | Wai    |

| Parentescos outros | do Pai | da Mãe  |
| ------------------ | ------ | ------- |
| Avó                | Namuli | Namuli  |
| Avô                | Hamuli | Hamuli  |
| Mãe                | Haaka  | Asu     |
| Pai                | Havoi  | Apa     |
| Irmão mais velho   | Haavi  | Kumui   |
| Irmão mais novo    | Samai  | Taata   |
| Irmã mais velha    | Ne'esa | Chi'ila |
| Irmã mais nova     | Nana   | Mamai   |

## Algumas palavras e frases
- o'ow - homem
- hamut - mulher
- tu'i hiapsek - gentil (lit. "bom coração")
- halla'i - amigo
- maaso - cervo
- aamu - caçar

### Saudações
- Lios em chania (sg) / Lios em chaniavu (pl) - Saudações! (lit. "Deus te preserve!")
- Lios em chiokoe – resposta do acima, (lit. "Deus te perdoe!")
- Empo allea – Que você se alegre! (do Espanhol “alegre”)
- Kettu'i – Muito gentil!
- 'aman ne tevote em yevihnewi' – Estendo minha saudações